# Riposo durante la fuga in Egitto con i santi Giovanni Battista e Lucia
Il Riposo durante la fuga in Egitto con i santi Giovanni Battista e Lucia è un dipinto a olio su tavola (53,9x71,6 cm) di Cima da Conegliano, databile al 1496-1498 e conservata nel Calouste Gulbenkian Museum di Lisbona.

## Descrizione
Il dipinto rappresenta la Sacra Famiglia fra due angeli in un trono di roccia che riposa durante la fuga in Egitto. 
Inoltre sulla sinistra san Giovanni Battista con la croce, sulla destra santa Lucia e sempre a destra sullo sfondo l'asinello.